# Championnat de Tunisie masculin de basket-ball 2012-2013
Navigation
Saison précédente Saison suivante
La saison 2012-2013 du championnat de Tunisie masculin de basket-ball est la 58e édition de la compétition.

## Clubs participants
| \| CA ESS CAB CSHL ESG USM ASH CSC ESR ZS JSK SN SSK JSM \| Localisation des clubs engagés dans le championnat. |
| CA ESS CAB CSHL ESG USM ASH CSC ESR ZS JSK SN SSK JSM                                                           |

### Poule A
- Club africain
- Club athlétique bizertin
- Club sportif de Hammam Lif
- Étoile sportive goulettoise
- Étoile sportive du Sahel
- Union sportive monastirienne
- Association sportive d'Hammamet

### Poule B
- Club sportif des cheminots
- Étoile sportive de Radès
- Ezzahra Sports
- Jeunesse sportive kairouanaise
- Stade nabeulien
- Stade sportif de Kasserine
- Jeunesse sportive d'El Menzah

## Compétition
Le barème de points servant à établir le classement se décompose ainsi :
- Victoire : 2 points
- Défaite : 1 point
- Forfait et match perdu par pénalité : 0 point

### Phase 1
Les résultats de la première phase sont :

#### Poule A
| Rang | Équipe          | Pts | J  | G  | P  | Pp  | Pc  | Diff |
| ---- | --------------- | --- | -- | -- | -- | --- | --- | ---- |
| 1    | Club africain   | 23  | 12 | 11 | 1  | 903 | 737 | 166  |
| 2    | ES Sahel T C    | 21  | 12 | 9  | 3  | 863 | 753 | 110  |
| 3    | CA Bizerte      | 20  | 12 | 8  | 4  | 843 | 787 | 56   |
| 4    | AS Hammamet     | 18  | 12 | 6  | 6  | 800 | 830 | -30  |
| 5    | US Monastir     | 16  | 12 | 4  | 8  | 785 | 818 | -33  |
| 6    | ES Goulette     | 15  | 12 | 3  | 9  | 791 | 883 | -92  |
| 7    | CS Hammam Lif P | 12  | 12 | 1  | 10 | 697 | 831 | -134 |

| Légende :                                                                  |
| - Qualification pour les play-offs - Qualification pour les super play-out |
| T : Tenant du titre                                                        |
| F : Finaliste du championnat 2011-2012                                     |
| P : Promu de la Nationale B 2011-2012                                      |
| C : Vainqueur de la coupe de Tunisie 2011-2012                             |
| L : Vainqueur de la coupe FTBB                                             |
| 0                                                                          |

Note : Les quatre premiers sont qualifiés pour les play-offs. Les trois derniers jouent les play-out.

#### Poule B
| Rang | Équipe            | Pts | J  | G  | P | Pp  | Pc  | Diff |
| ---- | ----------------- | --- | -- | -- | - | --- | --- | ---- |
| 1    | ES Radès          | 24  | 12 | 12 | 0 | 984 | 771 | 213  |
| 2    | Stade nabeulien F | 18  | 12 | 6  | 6 | 832 | 773 | 59   |
| 3    | JS Kairouan       | 18  | 12 | 6  | 6 | 860 | 819 | 41   |
| 4    | JS Menzah         | 18  | 12 | 6  | 6 | 737 | 782 | -45  |
| 5    | Ezzahra Sports    | 16  | 12 | 4  | 8 | 824 | 841 | -17  |
| 6    | SS Kasserine P    | 16  | 12 | 4  | 8 | 844 | 945 | -101 |
| 7    | CS Cheminots      | 16  | 12 | 4  | 8 | 742 | 859 | -117 |

| Légende :                                                                  |
| - Qualification pour les play-offs - Qualification pour les super play-out |
| T : Tenant du titre                                                        |
| F : Finaliste du championnat 2011-2012                                     |
| P : Promu de la Nationale B 2011-2012                                      |
| C : Vainqueur de la coupe de Tunisie 2011-2012                             |
| L : Vainqueur de la coupe FTBB                                             |
| 0                                                                          |

Note : Les quatre premiers sont qualifiés pour les play-offs. Les trois derniers jouent les play-out.

### Phase 2

#### Play-off
| Rang | Équipe            | Pts | J  | G  | P  | Pp   | Pc   | Diff |
| ---- | ----------------- | --- | -- | -- | -- | ---- | ---- | ---- |
| 1    | ES Radès C+2      | 48  | 14 | 10 | 4  | 1031 | 982  | 49   |
| 2    | Club africain     | 48  | 14 | 12 | 2  | 1011 | 921  | 90   |
| 3    | ES Sahel T        | 47  | 14 | 11 | 3  | 1037 | 915  | 122  |
| 4    | Stade nabeulien F | 41  | 14 | 9  | 5  | 1014 | 949  | 65   |
| 5    | CA Bizerte        | 40  | 14 | 6  | 8  | 999  | 1024 | -25  |
| 6    | US Monastir       | 36  | 14 | 5  | 9  | 1106 | 1130 | -24  |
| 7    | JS Kairouan       | 35  | 14 | 2  | 12 | 1005 | 1110 | -105 |
| 8    | JS Menzah P       | 33  | 14 | 1  | 13 | 895  | 1067 | -172 |

| Légende :                                      |
| - Qualification pour les super play-offs       |
| T : Tenant du titre                            |
| F : Finaliste du championnat 2011-2012         |
| P : Promu de la Nationale B 2011-2012          |
| C : Vainqueur de la coupe de Tunisie 2011-2012 |
| 0                                              |

#### Play-out
| Rang | Équipe         | Pts | J | G | P | Pp  | Pc  | Diff |
| ---- | -------------- | --- | - | - | - | --- | --- | ---- |
| 1    | Ezzahra Sports | 31  | 9 | 6 | 3 | 691 | 611 | 80   |
| 2    | ES Goulette    | 30  | 9 | 6 | 3 | 643 | 586 | 57   |
| 3    | AS Hammamet    | 30  | 9 | 4 | 5 | 620 | 622 | -2   |
| 4    | CS Cheminots   | 29  | 9 | 4 | 5 | 610 | 611 | -1   |
| 5    | CS Hammam Lif  | 27  | 9 | 5 | 4 | 614 | 613 | 1    |
| 6    | SS Kasserine P | 26  | 9 | 2 | 7 | 586 | 721 | -135 |

| Légende :                                      |
| - Relégation en Ligue II                       |
| T : Tenant du titre                            |
| F : Finaliste du championnat 2011-2012         |
| P : Promu de la Nationale B 2011-2012          |
| C : Vainqueur de la coupe de Tunisie 2011-2012 |
| 0                                              |

### Phase 3

#### Super play-off
|  | Demi-finales                           | Demi-finales             | Demi-finales             | Demi-finales             | Demi-finales             |  |                            | Finale                     | Finale                     | Finale                     | Finale                     | Finale |
|  |                                        |                          |                          |                          |                          |  |                            |                            |                            |                            |                            |        |
|  | Sam 30 mars, sam 6 avril, mer 10 avril |                          |                          |                          |                          |  |                            |                            |                            |                            |                            |        |
|  | (1) ES Radès                           | 2                        | 68                       | 69                       | 57                       |  |                            |                            |                            |                            |                            |        |
|  | (4) Stade nabeulien                    | 1                        | 61                       | 71                       | 54                       |  |                            |                            |                            |                            |                            |        |
|  |                                        |                          |                          |                          |                          |  |                            | Sam 20 avril, sam 27 avril |                            |                            |                            |        |
|  |                                        |                          |                          |                          |                          |  | ES Radès                   | 0                          | 67                         | 67                         |                            |        |
|  |                                        | ES Sahel                 | 2                        | 69                       | 75                       |  |                            |                            |                            |                            |                            |        |
|  |                                        |                          |                          |                          |                          |  |                            |                            |                            |                            |                            |        |
|  |                                        |                          |                          |                          |                          |  |                            | Match pour la 3e place     |                            |                            |                            |        |
|  | Sam 30 mars, sam 6 avril               | Sam 30 mars, sam 6 avril | Sam 30 mars, sam 6 avril | Sam 30 mars, sam 6 avril | Sam 30 mars, sam 6 avril |  | Sam 20 avril, sam 27 avril | Sam 20 avril, sam 27 avril | Sam 20 avril, sam 27 avril | Sam 20 avril, sam 27 avril | Sam 20 avril, sam 27 avril |        |
|  | (2) Club africain                      | 0                        | 51                       | 55                       |                          |  | Club africain              | 0                          | 65                         | 84                         |                            |        |
|  | (3) ES Sahel                           | 2                        | 62                       | 73                       |                          |  |                            | Stade nabeulien            | 2                          | 71                         | 90                         |        |

|  | Suivi de la série. |

|  | Score de l'équipe recevante. |

|  | Score de l'équipe en déplacement. |

#### Coupe FTBB
|  | Demi-finales             | Demi-finales             | Demi-finales             | Demi-finales             | Demi-finales             |  |                           | Finale                    | Finale                    | Finale                    | Finale                    | Finale |
|  |                          |                          |                          |                          |                          |  |                           |                           |                           |                           |                           |        |
|  | Sam 30 mars, sam 6 avril |                          |                          |                          |                          |  |                           |                           |                           |                           |                           |        |
|  | (5) CA bizertin          | 2                        | 86                       | 58                       |                          |  |                           |                           |                           |                           |                           |        |
|  | (8) JS Menzah            | 0                        | 73                       | 53                       |                          |  |                           |                           |                           |                           |                           |        |
|  |                          |                          |                          |                          |                          |  |                           |                           |                           |                           |                           |        |
|  |                          |                          |                          |                          |                          |  | CA bizertin               | 1                         | 87                        |                           |                           |        |
|  |                          | JS Kairouan              | 0                        | 77                       |                          |  |                           |                           |                           |                           |                           |        |
|  |                          |                          |                          |                          |                          |  |                           |                           |                           |                           |                           |        |
|  |                          |                          |                          |                          |                          |  |                           | Match pour la 3e place    |                           |                           |                           |        |
|  | Sam 30 mars, sam 6 avril | Sam 30 mars, sam 6 avril | Sam 30 mars, sam 6 avril | Sam 30 mars, sam 6 avril | Sam 30 mars, sam 6 avril |  | Sam 27 avril, sam 1er mai | Sam 27 avril, sam 1er mai | Sam 27 avril, sam 1er mai | Sam 27 avril, sam 1er mai | Sam 27 avril, sam 1er mai |        |
|  | (6) US Monastir          | 0                        | 90                       | 87                       |                          |  | US Monastir               | 1                         | 67                        | 73                        | 60                        |        |
|  | (7) JS Kairouan          | 2                        | 107                      | 101                      |                          |  |                           | JS Menzah                 | 2                         | 72                        | 71                        | 62     |

|  | Suivi de la série. |

|  | Score de l'équipe recevante. |

|  | Score de l'équipe en déplacement. |

## Champion
- Étoile sportive du Sahel
  - Président : Ridha Charfeddine
  - Entraîneur : ?
  - Joueurs : Marouen Lahmar, Omar Mouhli, Zied Toumi, Ziyed Chennoufi, Makrem Ben Romdhane, Atef Maoua, Brahim Naddari, Moez Mestiri

## Autres titres
- Vainqueur de la coupe de la Fédération : Club athlétique bizertin